# Кирсанов, Евгений Иванович
Евгений Иванович  Кирсанов (2 марта 1941 года, город Сальск, Ростовская область — 18 февраля 2009 года) — историк-краевед, член Союза журналистов России. Автор более 500 статей и 9 книг об истории казачества, Новочеркасска и Донского края. Почётный гражданин Новочеркасска (2006).

## Биография
Кирсанов Евгений Иванович родился 2 марта 1941 года в городе Сальске Ростовской области в семье казака, который вскоре погиб под Сталинградом. C мамой попал в гитлеровскую оккупацию. По окончании средней школы два года работал связистом, потом был призван в армию. Три года прослужил в ракетном дивизионе в городе Ленинакане (Армения). Демобилизовался и переехал в г. Ростов-на-Дону, где был принят токарем на завод Ростсельмаш. Параллельно поступил учиться на философское отделение (вечернее) Ростовского государственного университета.
После окончания Ростовского государственного университета стал работать преподавателем философии в Донском сельскохозяйственном институте в Персиановке, а спустя три года переехал в Новочеркасск.
В 1998 году Кирсанов Е.И. стал одним из инициаторов создания в городе «Новочеркасского исторического комитета». Является членом клуба «Друзья музея» и ряда других общественных организаций.
В содружестве с казаками и краеведами Кирсанов Е.И. несколько лет ведёт фотосъемки старого городского кладбища, уникальных исторических зданий, храмов и памятников Новочеркасска.
Награждён двумя правительственными медалями, множеством Почётных грамот и дипломов.
Умер Евгений Иванович Кирсанов 18 февраля 2009 года.

## Творчество
С начала 1990 годов Евгением Ивановичем опубликовано свыше 150 статей и сотни заметок по истории Новочеркасска, донского казачества, религии и церкви на Дону в местных, областных газетах и сборниках. Среди них: очерк об «Азовских походах Петра 1» в 1695 и 1696 годах  в сборнике «Казачество», вып. 1 (Новочеркасск, 1992 г.). В этом же сборнике опубликована часть его «Донского календаря». Два года упорного труда позволили подготовить и издать к 190-летию со дня закладки города (основан 18 (30) мая 1805 г.) историко-краеведческий труд «Новочеркасск» (рекламное агентство Дон-ЛБЛ, издательство — Северо-Кавказский научный центр высшей школы, Новочеркасск, 1995 г., тираж 10 тыс. экз.). В 1997 году Москвее, в издательстве «Держава» вышла новая книга — «Православный Тихий Дон», которая на основе многочисленных малоизвестных дореволюционных источников освещает историю появления, становления и развития православия на Дону до 1917 года. В этом же 1997 году Москве, в издательстве «Наука» вышли три сборника «Новочеркасск и Платовская гимназия в воспоминаниях и документах», составленные Виталиеми Лопатиным, в одном из которых опубликованы 4 материала Кирсанова Е.И. В «Донском временнике» за 1999 год, который издает Донская публичная библиотека в Ростове-на-Дону, опубликована статья «Слава и трагедия Новочеркасска». В журнале «Дон» № 2 (2001 год) опубликован исторический очерк под названием «Небо в клетку» (история тюрьмы в Новочеркасске). В конце 2001 года издана новая книга под названием «История и возрождение войскового соборного храма в Новочеркасске». В 2002 году вышло отдельное журнальное издание под названием «Благотворительность вчера и сегодня», в котором история благотворительности на Дону и в Новочеркасске написана Евгением Ивановичем Кирсановым. Кирсанов Е.И. подготовил к изданию две большие по объему исторические книги под названиями «Слава и трагедия Новочеркасска» и «Исторические тайны Новочеркасска». 
Евгений Иванович  Кирсанов популяризировал Донское казачество и Новочеркасск в Интернете. В частности, его статья «Донское казачестве в Отечественной войне 1812 года» размещена на московском сайте «1812 г.». Его исторические материалы по казачеству размещены на казачьих сайтах в России, США и Канаде.